# Borki Wielkie (gromada w powiecie oleskim)
Borki Wielkie – dawna gromada, czyli najmniejsza jednostka podziału terytorialnego Polskiej Rzeczypospolitej Ludowej w latach 1954–1972.
Gromady, z gromadzkimi radami narodowymi (GRN) jako organami władzy najniższego stopnia na wsi, funkcjonowały od reformy reorganizującej administrację wiejską przeprowadzonej jesienią 1954 do momentu ich zniesienia z dniem 1 stycznia 1973, tym samym wypierając organizację gminną w latach 1954–1972.
Gromadę Borki Wielkie z siedzibą GRN w Borkach Wielkich utworzono – jako jedną z 8759 gromad na obszarze Polski – w powiecie oleskim w woj. opolskim, na mocy uchwały nr VII/27/54 WRN w Opolu z dnia 4 października 1954. W skład jednostki weszły obszary dotychczasowych gromad Borki Wielkie, Borki Małe i Broniec ze zniesionej gminy Borki Wielkie w tymże powiecie. Dla gromady ustalono 19 członków gromadzkiej rady narodowej.
Gromada przetrwała do końca 1972 roku, czyli do kolejnej reformy gminnej. 1 stycznia 1973 w powiecie oleskim reaktywowano gminę Borki Wielkie, zniesioną ponownie 15 stycznia 1976.